# هانافودا

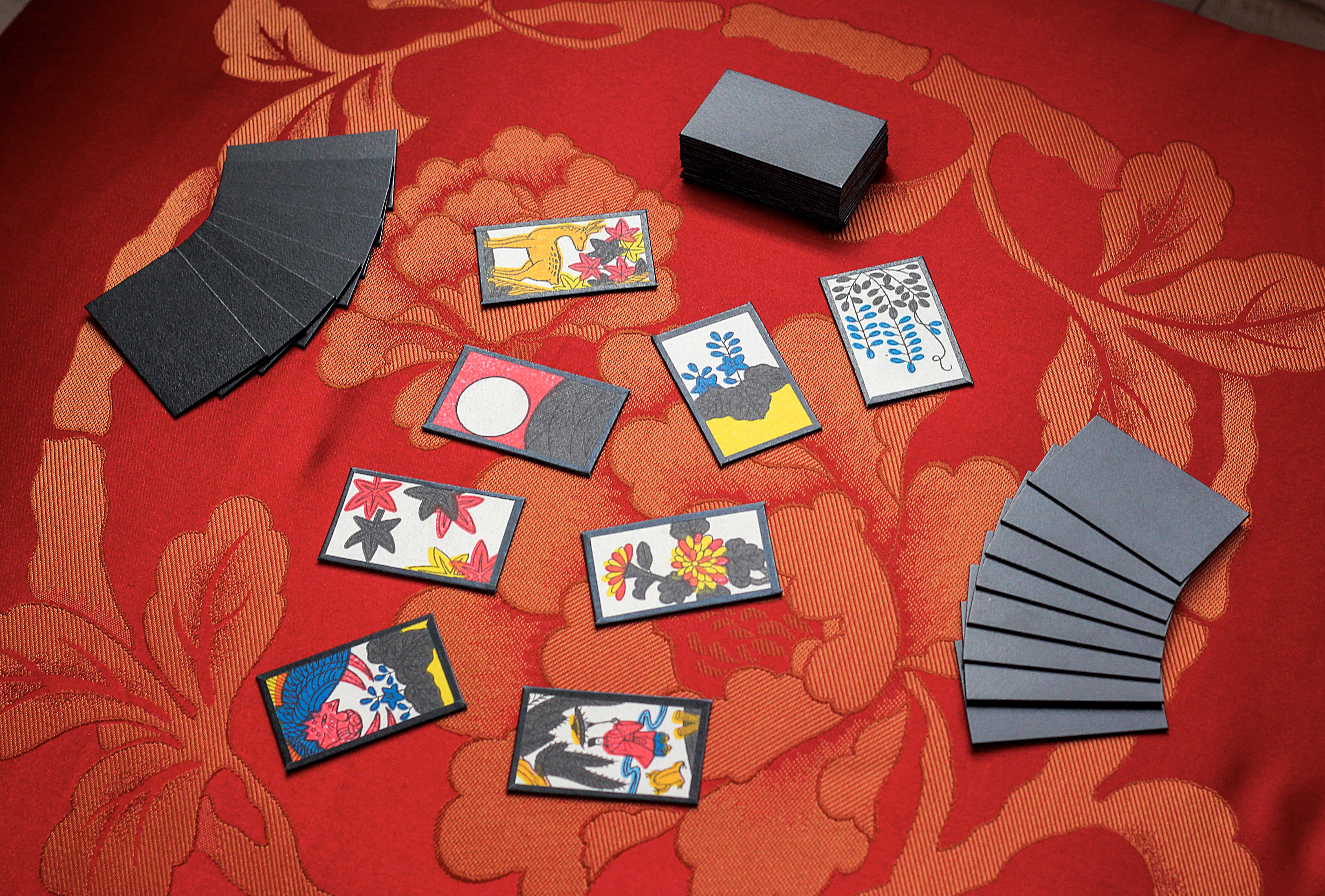
Hanafuda Koi-Koi Setup

هانافودا (花札) یک نوع ورقِ بازی ژاپنی  است که در چند نوع بازی به کار می‌رود. معنی لفظی آن کارت‌های گل است.

## کارت‌ها
در این بازی ورق‌ها به ۱۲ خال مختلف به نشانه ۱۲ ماه سال تقسیم شده‌اند. هر خال با یک نوع گل مشخص است و از هر خال (گل) ۴ کارت موجود است. از ۴ کارت مربوط به هر خال، ۲ کارت معمولی هستند و ۱ امتیاز دارند یک کارت با نوار شعر روی آن ۲ امتیاز دارد و یک کارت ویژه ۱۰ یا ۲۰ امتیاز دارد.

## یاکوزا
کارت‌های هانافودا به تدریج در میان مردن محبوب شدند. اما با گذر زمان رنگ‌های درخشان کارت‌های هانافودا به نمادی از قمار و گروه تبهکاری به نام یاکوزا تبدیل شدند. در واقع خاستگاه واژه "یاکوزا" از کمترین امتیاز ممکن در بازی هانافودا  گرفته شده که از عدد‌های "یا"، "کو"، "زا" یا سه عدد ۸، ۹ و ۳ تشکیل می‌شوند. امتیاز این کارت‌ها در بازی ایکو-کابو ۲۰ یا کمترین امتیاز است. در برخی موارد اعضای یاکوزا خالکوبی‌هایی با الهام از نقاشی‌ کارت‌های هانافودا بر بدن خود داشتند. به همین دلیل مردم ژاپن به دلیل ارتباط این کارت‌ها با یاکوزا علاقه‌ای به بازی هانافودا ندارند. برای همین محبوبیت این کارت‌ها در دهه ۱۹۶۰ افت کرد. در این زمان شرکت نینتندو به فکر ورود به بازار بازی‌های ویدیویی کرد.

## تولیدکنندگان
شرکت نینتندو که امروزه در صنعت بازی های رایانه ای فعال است، در سال ۱۸۸۹ به عنوان شرکت تولید کننده کارت های هانافودا تأسیس شد.